# Gwynedd
Il Gwynedd è la contea del nord-ovest del Galles, affacciata sulla baia di Liverpool; ha una superficie di 3 869 chilometri quadrati.
Prende il nome dall'antico regno di Gwynedd. Per quanto sia una delle regioni più estese geograficamente, è anche una delle meno densamente popolate.
Una gran parte della popolazione ha mantenuto l'uso corrente del gallese. Ciò costituisce uno dei motivi per cui Plaid Cymru, il partito nazionalista gallese, proprio in questa regione ottiene i migliori risultati elettorali.
Il Gwynedd denomina anche una delle Contee preservate del Galles. In questo caso comprende anche l'isola di Anglesey, oltre alle contee tradizionali del Merionethshire e del Caernarvonshire.

## Geografia
Confina con il Conwy, il Denbighshire e il Powys a est, con il Ceredigion sull'estuario del Dyfi a sud e il Mare d'Irlanda a ovest. Il centro amministrativo è Caernarfon.
I centri abitati più importanti della contea sono Bala, Bangor, Blaenau Ffestiniog, Caernarfon e Porthmadog (con il vicino borgo storico di Tremadog). Vi ha sede l'Università del Galles, a Bangor.

## Economia
Una parte importante dell'economia si basa sul turismo: molti visitatori sono attratti dalle numerose spiagge e dalle montagne. Una parte significativa della contea si trova all'interno del Parco Nazionale di Snowdonia, che si estende dalla costa settentrionale fino al distretto di Meirionnydd a sud.
L'agricoltura è meno importante che in passato, ma rimane un elemento importante dell'economia.
I settori che si sono sviluppate più recentemente includono studi televisivi e musicali: la casa discografica Sain ha il suo quartier generale nella contea.
Anche il settore dell'istruzione è molto importante per l'economia locale e include l'Università di Bangor e i college di Coleg Meirion-Dwyfor e Coleg Menai.

## Lingua gallese
Gwynedd ha la percentuale più alta in Galles di persone che parlano gallese. Secondo il censimento del 2021, il 64,4% della popolazione di età pari o superiore ai tre anni ha dichiarato di parlare gallese, mentre il 64,4% ha notato di parlare gallese nel censimento del 2011.